# Orden für Zivilverdienst (Frankreich)

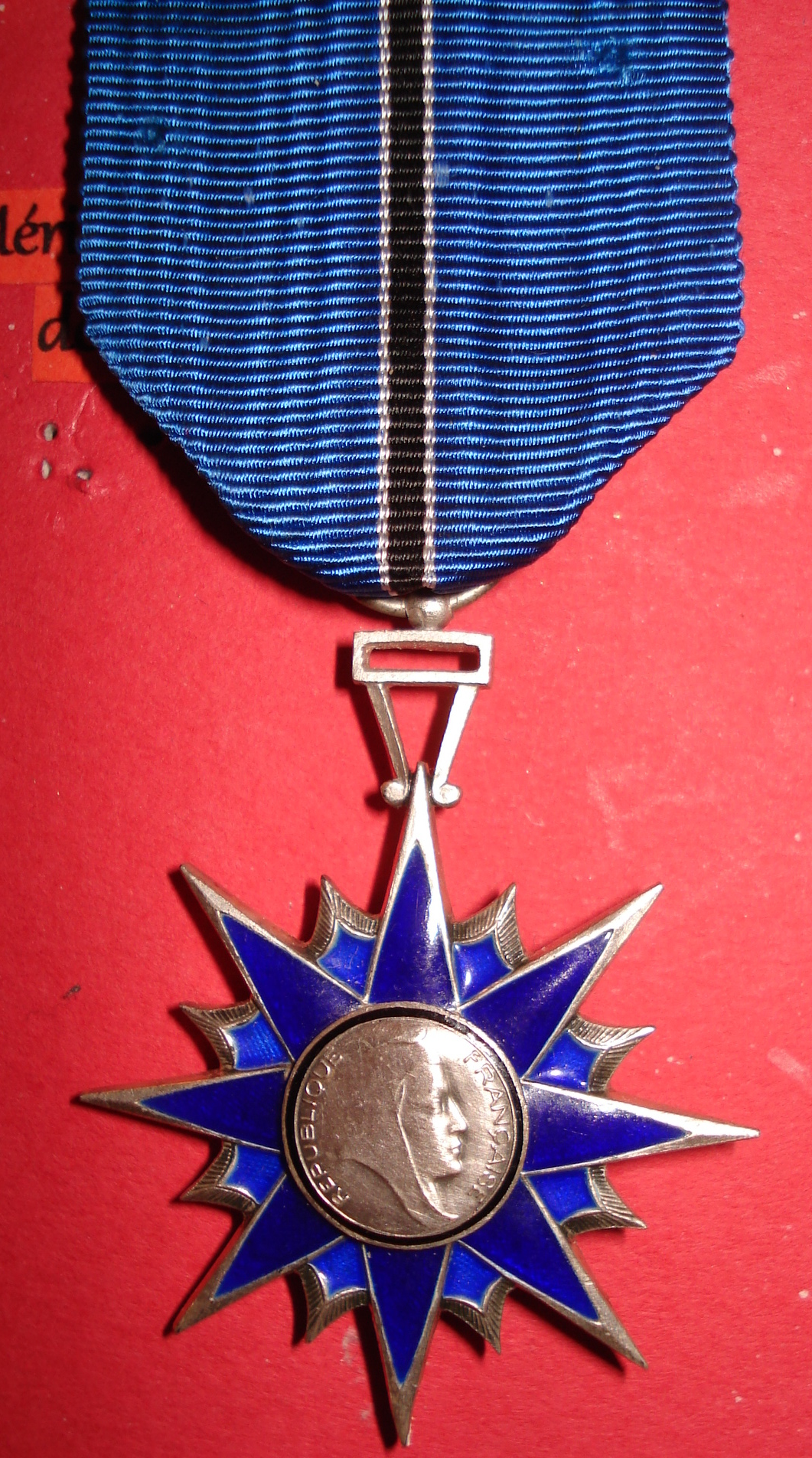
Ritter

Der Orden für Zivilverdienst (fr. Ordre du Mérite civil) ist ein ehemaliger französischer Verdienstorden, der 1957 geschaffen und bis zur Stiftung des Nationalverdienstordens (fr. Ordre national du Mérite) 1963 verliehen wurde.   

## Geschichte
Der Orden für Zivilverdienst wurde am 14. Oktober 1957 per Dekret durch den damaligen Staatspräsidenten René Coty gestiftet und war zur Belohnung von Mitarbeitern des Innenministeriums vorgesehen, die sich in den Départements, Gemeinden, Distrikten und öffentlichen Einrichtungen ausgezeichnet hatten. Die Verleihung der Auszeichnung erfolgte auf Vorschlag des Innenministers. Die Verleihung des Ordens für Zivilverdienst wurde 1963 im Zuge der Reorganisation des französischen Ordenswesens und der Stiftung des Nationalverdienstordens eingestellt.

## Klassen
Der Orden besteht aus drei Klassen.
- Kommandeur
- Offizier
- Ritter

Um mit dem Orden ausgezeichnet zu werden, musste man das 35. Lebensjahr vollendet haben und eine mindestens zehnjährige Dienstzeit aufweisen.

## Ordensdekoration
Das Ordenszeichen ist ein Silber vergoldeter achtspitziger blau emaillierter Stern (Ritter ohne Vergoldung) mit jeweils kleinen ebenfalls blau emaillierten Spitzen zwischen den Sternarmen. Im Medaillon der nach links gewendete Kopf der Marianne mit einer Jakobinermütze sowie der umlaufenden Inschrift REPUBLIQUE FRANCAISE (Republik Frankreich). Rückseitig die siebenzeilige Inschrift ORDRE DU MÉRITE CIVIL DU MINISTÈRE DE L´INTÉRIEUR (Orden für Zivilverdienst des Innenministers).

## Trageweise
Getragen wird das Kommandeurkreuz als Halsorden. Die Ordenszeichen der Offiziere und Ritter am Band auf der linken Brustseite, wobei auf dem Band des Offizierskreuzes noch eine Rosette angebracht ist. 
Das Ordensband ist blau mit einem schmalen schwarzen, weiß eingefassten Mittelstreifen.